# Тетіїв (станція)
Тетіїв — проміжна залізнична станція 4 класу Південно-Західної залізниці, розташована у місті Тетіїв Київської області, між роз'їздом Слобідський Пост (відстань 7 км) та станцією Денгофівка (відстань 10 км).
Залізничну станцію Тетіїв було відкрито 1927 року.
На вокзалі діє зал очікування і каса. До станції курсує приміський поїзд Козятин-Жашків.
Знаходиться у східній частині міста, біля траси, так що можна пересісти з поїзда на приміські автобуси.
До речі, у місті (на іншій стороні річки) є зупинка "Слобідський Пост".